# Acacia inaequilatera
Acacia inaequilatera — вид квіткових рослин з родини бобових. Ареал: Австралія (Північна територія, Західна Австралія, Південна Австралія).

## Середовище
Зустрічається на скелястих схилах, кам'янистих пагорбах і рівнинах, що ростуть на піщаних або суглинистих кам'янистих ґрунтах; часто є частиною високих чагарникових угруповань із підліском із спініфексу.

## Біоморфологічна характеристика
Це вузлувате дерево або кущ з одним стовбуром, корою, колючим листям і стеблами. Він виростає у висоту від 2 до 5 метрів, але може досягати 8 метрів. Він має товсту, грубу, пробкову, темно-сіру або чорну кору на головному стовбурі, яка часто пошкоджується вогнем. Філодії блакитно-сірого кольору з вигнутою середньою жилкою та коротким шипом на кінчику. Біля основи кожного листа також є пара вигнутих шипів. Філодії мають асиметричну яйцювату або еліптичну форму, у довжину від 1,5 до 7 см і вшир від 6 до 45 мм, а верхівка закінчується гострим, як голка, кінчиком. Незвично для видів акації, квітки не чисто жовті, а скоріше жовті з червонувато-пурпуровим центром. Цвіте з травня по жовтень і утримуються в сферичних кластерах діаметром близько 5 мм. Стручки плоскі, зігнуті, до 10 см завдовжки і 1 см завширшки. Вони можуть бути сильно вигнутими до згорнутих. У молодості стручки мають блідо-бордовий колір, але з віком стають темнішими до середньо-коричневого або рожево-пурпурно-коричневого. Тьмяне темно-коричневе насіння всередині розташоване поздовжньо похило. Кожне насіння має довжину від 4 до 6 см і має форму від еліпсоїдної до кулястої.

## Використання
Корінні жителі Австралії використовували насіння рослини після смаження на вогні або подрібнення насіння в борошно та приготування як демпфер. Після подрібнення насіння також можна використовувати для приготування напою, що нагадує каву. Їстівна камедь також виділяється зі стовбура та гілок. Кору також використовували в лікувальних цілях для лікування шкірних захворювань і виразок шляхом кип'ятіння у воді або використання попелу від її спалювання у вогні. Дубильні речовини, вимиті з кори у воді, дають в'яжучий розчин, яким лікували діарею та дизентерію.